# Lenni-Kim

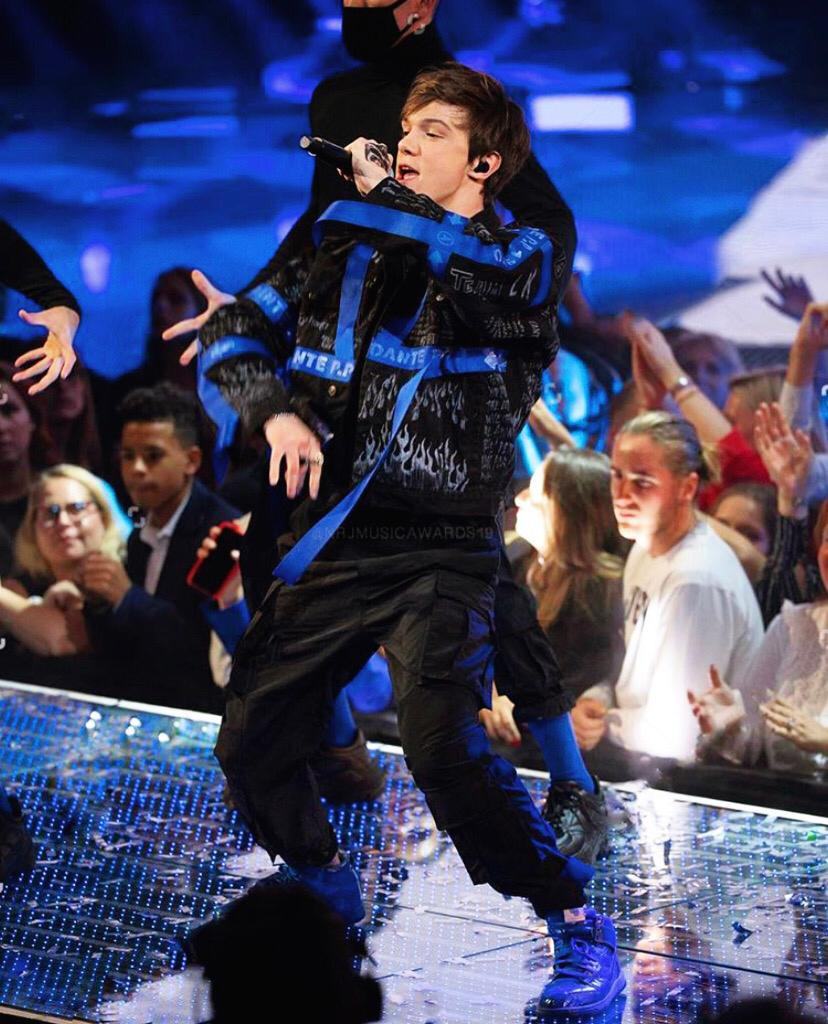
Lenni-Kim (2019)

Lenni-Kim Lalande, besser bekannt als Lenni-Kim (* 8. September 2001 in Montreal, Quebec), ist ein kanadischer Pop-Sänger und Schauspieler, der hauptsächlich in Frankreich aktiv ist. Seine Karriere begann mit der Teilnahme an der Castingshow The Voice Kids in Frankreich im Jahr 2015.
2015 erschien seine Debütsingle Pourquoi tout perdre. Im Juni 2017 folgte das Debütalbum Les autres.

## Biographie
Lenni-Kim Lalande wurde im September 2001 in Kanada geboren. Er ist das einzige Kind von Guy Lalande und Myriam Landry. Schon als kleiner Junge imitierte er Sänger, die er im Fernsehen sah. Im Alter von acht Jahren wurde er von einer Werbeagentur unter Vertrag genommen und trat in Fernsehwerbespots und Filmen auf, die in Quebec ausgestrahlt wurden.
Im Jahr 2015 nahm er an der zweiten Staffel der Castingshow The Voice Kids in Frankreich teil, wo er Patrick Fiori als Coach wählte, jedoch nicht das Finale erreichte. Anschließend postete er im Internet mehrere Coverversionen bekannter Songs, darunter Something Big von Shawn Mendes und Love Me Like You Do von Ellie Goulding im Duett mit Phoebe Koyabe. Im selben Jahr erschien zum Welttag der Suizidprävention seine Debütsingle Pourquoi tout perdre, deren Einnahmen gespendet wurden.
Im Jahr 2017 unterzeichnete er einen Plattenvertrag mit Warner Music France, welche sein Debütalbum Les autres produzieren, das im Juni 2017 erschien. Aus dem Album erschienen in der Folgezeit mehrere Singleauskopplungen. Sein Youtubekanal, auf dem auch seine Singles veröffentlicht werden, verzeichnete bis Januar 2019 50,5 Millionen Aufrufe. Davon entfielen auf die Single Pourquoi tout perdre 6,6 Millionen, auf Yolo 10 Millionen, auf Don’t Stop 16 Millionen und auf Juste toi et moi 4 Millionen Aufrufe.
Ebenfalls 2017 sang er mit der Sängerin Lou Jean zur zweiten Staffel der Serie Miraculous – Geschichten von Ladybug und Cat Noir den Titelsong Miraculous, welcher auch als Single veröffentlicht wird. Im Herbst 2017 nahm er an der achten Staffel der Tanzshow Danse avec les stars auf TF1 an der Seite der Tänzerin Marie Denigot teil und erreichte den zweiten Platz.
Bei den NRJ Music Awards 2017 wurde er in der Kategorie Frankophone Neuentdeckung des Jahres nominiert.
In den Jahren 2018 und 2019 trat er im Rahmen seiner Les-autres-Tournee in Frankreich, Belgien, Kanada, Russland und der Schweiz auf.
2019 wurde er erneut bei den NRJ Music Awards in der Kategorie Frankophone Neuentdeckung des Jahres nominiert.
Lenni-Kim nennt Michael Jackson, The Weeknd und Charlie Puth als musikalischen Einfluss auf seine Musik.

## Diskographie

### Album
- Les autres (2017)

### Extended Play
- 18 (2019)

### Singles
- Pourquoi tout perdre (2015)
- Don’t Stop (2017)
- Yolo (2017)
- Maylin (2017)
- Miraculous, mit Lou Jean (2017)
- Juste toi et moi (2018)
- Still Waiting for You (2018)
- Minuit (2019)
- 18 - Unplugged (2019)
- Ce mur qui nous sépare, mit Lou Jean (2019)
- Bad Buzz (2020)
- Mélancolie (2021)

### Tournee
- Les autres Tour (2018–2019)
- It’s a New Dawn Tour (2020)

## Filmographie

### Kurzfilm
- 2015: Pourquoi tout perdre

### Kinofilm
- 2016: Le Pacte des anges – Regie: Richard Angers

### Fernsehserie
- 2013: Les beaux malaises
- 2015–2016: Fluffy Marky (Marc-en-peluche) (Webserie)
- 2018: Demain nous appartient
- 2020: Léo Matteï, Brigade des mineurs

### Fernsehsendungen
- 2015: The Voice Kids (2. Staffel) : Kandidat
- 2017: Danse avec les stars (8. Staffel) : Kandidat
- 2017: Enfoirés Kids : teilnehmender Sänger
- 2018: Fort Boyard : Kandidat
- 2018: Vendredi tout est permis avec Arthur : Gast
- 2018: Baby-sitter : star incognito : der Quebec Babysitter
- 2019: Fort Boyard : Kandidat